# Europeade

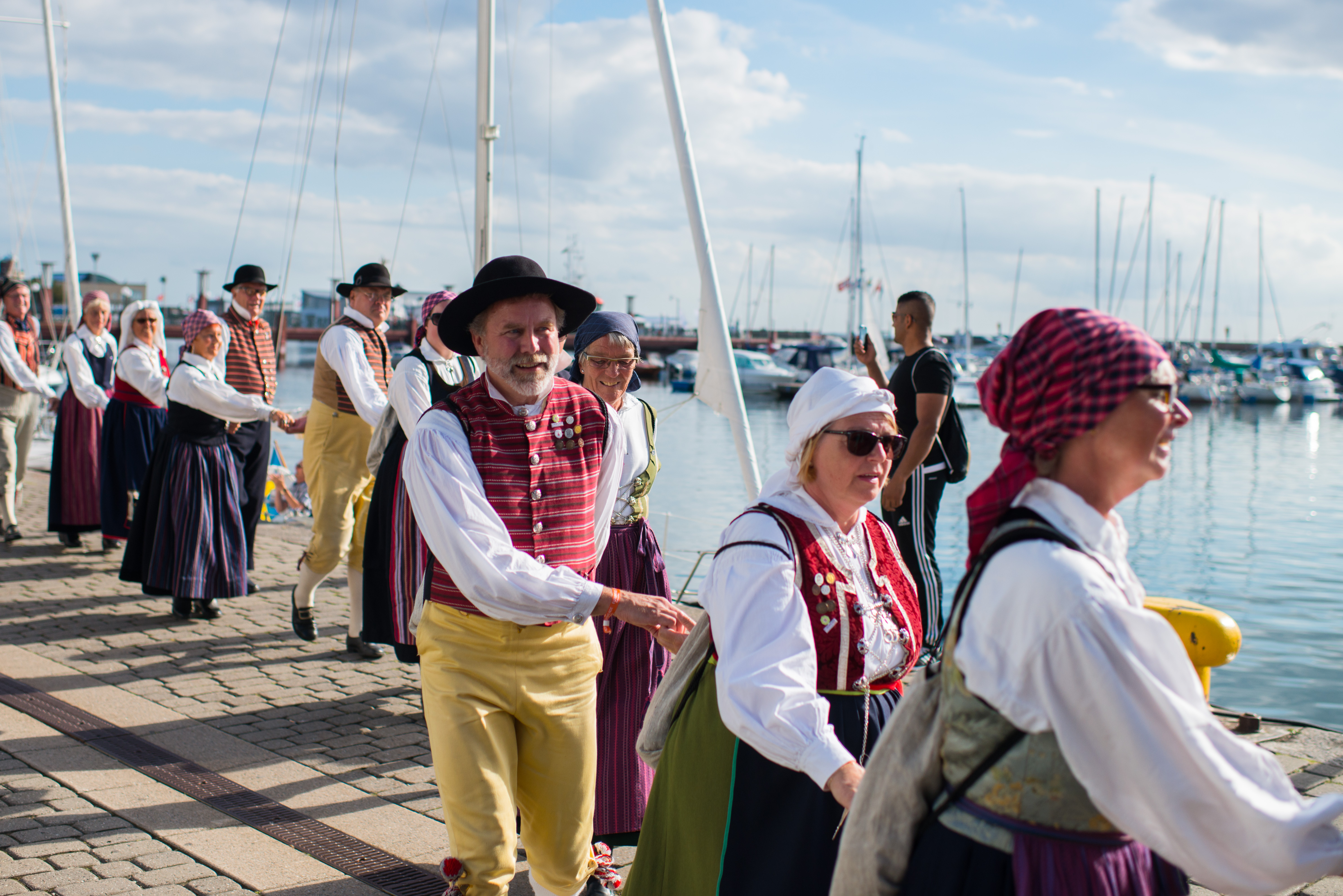
Europeade 2015 in Helsingborg

Die Europeade ist das wohl größte europäische  Trachten- und Folklorefestival, das jährlich an wechselnden Orten in Europa stattfindet.

## Geschichte und Beschreibung
Im August 1952 gründete der am 25. Juli 1925 in Gleiwitz (Schlesien) geborene Hans-Joachim Muschiol gemeinsam mit Brigitte Klein die Schlesische Trachten- und Jugendgruppe Altvater Rübezahl in Iserlohn im Sauerland als Gruppe junger Schlesier. 1959 kam es während eines Lehrgangs dieser Gruppe zu einer Begegnung mit einem jungen belgischen Soldaten, der Mitglied der flämischen volkskundlichen Gruppe St. Niklas war. So kamen schon früh internationale Kontakte zustande. Es folgte eine Einladung der Gruppe zum Deutschlandtreffen der Schlesier 1959, wo die flämische Volkstanzgruppe Gudrun teilnahm. Dem Gegenbesuch im Mai 1960 folgten viele weitere Begegnungen, bei denen Hans-Joachim Muschiol den damaligen Vorsitzenden der Gesamtvereinigung Edmond de Clopper kennenlernte. Im Herbst 1963 kam es zu einem Treffen im „Haus des Deutschen Ostens“ in Aachen. Teilnehmer waren Edmond de Clopper und Hans-Joachim Muschiol im Einverständnis mit Heinz Heidenreich, Bundesgruppenführer der Schlesischen Jugend, der mit dem Vorschlag Muschiols, die Bundesgruppe der Schlesischen Jugend bei der Europeade zu beteiligen, einverstanden war. Damals sicherte Hans-Joachim Muschiol Edmond de Clopper zu, dass die Schlesische Jugend aus Nordrhein-Westfalen mit vielen Gruppen (insgesamt 600 Mitgliedern) zu der geplanten Veranstaltung Europeade kommen würde. Als Termin wurde der 4. und 5. April 1964, als Ort der Veranstaltung Antwerpen in Flandern vorgesehen. Gruppen aus der gesamten Bundesrepublik Deutschland sollten sich ebenfalls beteiligen. Dies war der Startschuss für die Großveranstaltung namens Europeade, die am 4. und 5. April 1964 stattfand. Bei der ersten Europeade in Antwerpen wirkten auch einige Exilgruppen aus Osteuropa mit. Es waren dies die exilukrainische Gruppe aus Genk, die exiljugoslawische Gruppe aus Osnabrück, die exilpolnische Gruppe aus Dortmund und eine weitere Gruppe aus dem Baltikum. Zuerst waren es daher nicht nur Flamen und Schlesier, mittlerweile sind es Trachtenträger aus 180 Regionen Europas, die sich jährlich treffen.
Die Organisatoren der Europeade hatten sich vorgenommen, ein zusammenwachsendes Europa zu begleiten, in dem jeder seine eigene Kultur mitbringt, lebt und weiter pflegt – und zwar ohne den anderen einschränken zu wollen. Dies gelingt jedes Jahr fünf Tage lang, wenn sich Tausende von Trachtenträgern aus Europa an jeweils wechselnden Orten treffen, dort singen, musizieren, tanzen und feiern, ohne große Reden.

## Veranstaltungsorte
- 1964: Antwerpen, Belgien
- 1965: Dortmund, Deutschland
- 1966: Antwerpen, Belgien
- 1967: Valencia, Spanien
- 1968: Antwerpen, Belgien
- 1969: Marche-en-Famenne, Belgien
- 1970: Herzogenaurach, Deutschland
- 1971: Antwerpen, Belgien
- 1972: Annecy, Frankreich
- 1973: Nuoro, Italien
- 1974: Antwerpen, Belgien
- 1975: Marbella, Spanien
- 1976: Annecy, Frankreich
- 1977: Nuoro, Italien
- 1978: Wien, Österreich
- 1979: Antwerpen, Belgien
- 1980: Schwalmstadt, Deutschland
- 1981: Martigny, Schweiz
- 1982: Gijón, Spanien
- 1983: Wien, Österreich
- 1984: Rennes, Frankreich
- 1985: Turin, Italien
- 1986: Figueira da Foz, Portugal
- 1987: München, Deutschland
- 1988: Antwerpen, Belgien
- 1989: Libourne, Frankreich
- 1990: Valladolid, Spanien
- 1991: Rennes, Frankreich
- 1992: Figueira da Foz, Portugal
- 1993: Horsens, Dänemark
- 1994: Frankenberg (Eder), Deutschland
- 1995: Valencia, Spanien
- 1996: Turin, Italien
- 1997: Martigny, Schweiz
- 1998: Rennes, Frankreich
- 1999: Bayreuth, Deutschland
- 2000: Horsens, Dänemark
- 2001: Zamora, Spanien
- 2002: Antwerpen, Belgien
- 2003: Nuoro, Italien
- 2004: Riga, Lettland
- 2005: Quimper, Frankreich
- 2006: Zamora, Spanien
- 2007: Horsens, Dänemark
- 2008: Martigny, Schweiz
- 2009: Klaipėda/Memel, Litauen
- 2010: Bozen, Italien
- 2011: Tartu, Estland
- 2012: Padua, Italien
- 2013: Gotha, Deutschland
- 2014: Kielce, Polen
- 2015: Helsingborg, Schweden
- 2016: Namur, Belgien[1]
- 2017: Turku, Finnland
- 2018: Viseu, Portugal
- 2019: Frankenberg (Eder), Deutschland[2]
- 2020: Virtuelle Europeade
- 2021:  Virtuelle Europeade[3]
- 2022:  Kleipeda, Litauen[4]
- 2023:  Gotha, Deutschland[5]
- 2024:  Nuoro, Italien[6]